# Maria Antònia Munar i Riutort
Maria Antònia Munar i Riutort (Barcelona, 1955) fou una política mallorquina, doctora en Dret per la Universitat de les Illes Balears.

## Joventut
Va néixer a Barcelona, filla d'un guàrdia civil destinat a Catalunya. Durant la transició democràtica s'afilià a la Unió de Centre Democràtic partit amb el qual obtingué la batlia de Costitx l'any 1979 essent l'única batlessa de Balears i la més jove d'Espanya.
Davant la manca de pes polític que tenia UCD a Balears i les divisions internes, Jeroni Albertí decidí crear un partit regionalista. Maria Antònia Munar, juntament amb altres dirigents, contribuí a la creació d'Unió Mallorquina.
Com a membre d'Unió Mallorquina revalidà el càrrec de batllessa de Costitx de 1983 a 2007.
Fou diputada del Parlament de les Illes Balears entre els anys 1983 i 2010.
Entre els anys 1983 i 1987 fou presidenta de la Comissió de Cultura del Consell Insular de Mallorca.
Del 1987 a dia 11 de setembre de 1992 fou consellera de Cultura del Govern de les Illes Balears en virtut d'un pacte polític entre l'Aliança Popular de les Illes Balears de Gabriel Cañellas i la Unió Mallorquina de Jeroni Albertí.
L'abril del 1992, se celebrà un congrés d'UM on en sortí presidenta Maria Antònia Munar rellevant Antoni Pons Sastre.
Un any després, (1993) Unió Mallorquina celebrà un congrés de fusió amb Convergència Balear i Unió d'Independents de Mallorca. En aquest congrés s'aprovaren uns estatuts que definien el partit com a de centre, nacionalista i liberal.

## Presidenta de la Comissió de Cultura del Consell Insular de Mallorca
Durant els anys 1983 a 1987 Maria Antònia Munar presidí la Comissió de Cultura del Consell Insular de Mallorca.
En aquest període es dugueren a terme campanyes a favor de la llengua catalana com per exemple l'Aprovació de la campanya de normalització lingüística de la Comissió de Cultura del CIM, el patrocini de les pàgines en català per a escolars a la premsa, la subvenció als cursos de català ECCA a la ràdio, la publicació de l'enquesta de sociolingüística encarregada a la UIB, la subvenció al doblatge al català de la pel·lícula Bearn i l'Edició de la Biblioteca Bàsica de Mallorca.
En matèria de Cultura i Patrimoni, es va emprendre la reforma i nou edifici de l'Arxiu General del Regne de Mallorca, la creació de la Biblioteca i Centre Coordinador de Biblioteques del Consell, l'augment de fons a la Biblioteca Artesana, la subvenció del 40% a la creació de Casals de Cultura a 25 municipis, la publicació de la monografia sobre Juli Ramis, de Bruno Martínez, i "Miró i Mallorca", de Pere Serra, l'ajut a l'adquisició de medis per a grups de teatre locals i la restauració d'orgues històrics a distints municipis.
També es dugué endavant la declaració de monuments històric-artístics i restauració de monuments, subvencions a escoles de ball mallorquí, recuperació de festes tradicionals i subvenció a trobades sobre tradicions, la programació de teatre i I Mostra de Pintura i Escultura per a la gent gran, les trobades de Bandes de Música, concerts de l'Orquestra Simfònica de Balears a 15 municipis, concerts pedagògics, actuacions de corals i recitals de música popular a pobles de tot Mallorca, la contractació de professors de música a 26 municipis, les exposicions: "Cròniques de joventut" i les de la Capella de la Misericòrdia i l'edició de l'informe sobre el paper de la dona mallorquina, de Gina Garcias (1987).

## Consellera de Cultura de Cultura del Govern Balear (1987-1992)
L'any 1987 Gabriel Cañellas (AP) nomenà Maria Antònia Munar consellera de Cultura del Govern de les Illes Balears fins a la sortida d'UM del Govern de les Illes Balears l'any 1992 i es va convertir en la primera dona consellera del govern de les Illes Balears .
Al front de la conselleria es dugueren a terme polítiques a favor de la llengua catalana com ara la reclamació de competències d'Ensenyament (1987), la Creació de la Junta Avaluadora de Català, de la Direcció General d'Educació i de la Comissió de la Campanya de Normalització Lingüística, la signatura de convenis amb l'Associació de la Premsa Forana de Mallorca i amb l'Institut Goethe d'Alemanya, l'atorgament d'ajudes a la creació literària, se signaren convenis amb PIMEM per a la subvenció a la retolació de comerços i amb la UIB per als cursos de reciclatge de català, s'elaborà el Pla d'alfabetització i educació d'adults a municipis i el Decret de normalització de toponímia dels pobles de Mallorca, es concediren beques per aprendre anglès a Londres per als estudiants de BUP que aprovassin català, s'atorgaren ajudes a la recepció de TV3, es creà la Setmana del llibre en català, s'instauraren els Premis Francesc de Borja Moll de la Direcció General d'Educació a la tasca en favor del català, es patrocinà la Gran Enciclopèdia de Mallorca i es publicà material didàctic.
Altres accions en la matèria foren la recuperació del patronat “Ramon Llull” amb Catalunya i el País Valencià, l'edició i distribució en vídeo de la pel·lícula “Sa Fosca”, la subvenció al disc “Bon viatge faci la cadernera” de Maria del Mar Bonet i Gabriel Janer Manila, la dotació de programes informàtics de gestió als ajuntaments, el conveni amb la UIB per a l'edició d'una biblioteca de divulgació científica en català i la promoció de Tirant lo Blanc, i el conveni amb el Ministeri de Justícia per a l'ús del català als Jutjats: classes gratuïtes de català i retolació bilingüe.
Dins el programa de normalització lingüística es feu un reciclatge per als funcionaris, reedició i divulgació del vocabulari 'Brulla' i el diccionari 'Canya', l'edició d'un fullet informatiu sobre la LNL, cartells amb vocabularis sectorials, estudi de la toponímia de les illes, estudi de dialectologia, material didàctic per a l'ensenyament del català, formularis administratius per als ajuntaments. Convenis amb Telefónica, Gesa, etc., per a campanyes publicitàries de promoció i foment del català. Convenis per al foment i difusió del català amb empreses que inverteixin en publicitat, amb Sa Nostra i Banca Regional, sector turístic, mitjans de comunicació, PIMEM i CAEB, associacions i sindicats. Assistència a les fires Expolangue i Expolingua.
Pel que fa a la promoció de la dona, es creà la Comissió Interdepartamental de promoció de la dona (1990), el Pla d'Igualtat per a la Dona (1990), s'impulsà el centre de dones maltractades (1992), s'instaurà el Gran Premi Conselleria de Cultura, Educació i Esports de Trot per a dames i el Concurs "Anunciar en la igualtat", premi a la publicitat igualitària.

## Presidenta del Consell de Mallorca
Els 1995 i 1999, sols amb dos i tres diputats de manera respectiva, fou elegida presidenta del Consell Insular de Mallorca gràcies al suport dels partits d'esquerra. Revalidà el càrrec l'any 2003 en virtut d'un pacte amb el Partit Popular de Balears, que havia obtingut majoria absoluta al Parlament de les Illes Balears. La base d'aquests pactes fou la reivindicació del Consell Insular com un espai polític propi.
Durant la seva etapa com a presidenta del Consell de Mallorca es realitzaren importants obres com l'anomenat Parc de Tecnologies Ambientals ("Es Parc"), la Rehabilitació del Teatre Principal de Palma, la millora de tota la xarxa viària de Mallorca (revaloritzant-hi parcialment els seus elements patrimonials) i el Desdoblament de la carretera Palma-Manacor, la compra i inici de la rehabilitació de la finca de Raixa, la creació del Museu de l'Esport, la millora dels refugis de muntanya, la rehabilitació de les cases del Pare Ginard i la casa-museu Llorenç Villalonga.
També destaquen accions en matèria identitària com per exemple la declaració de La Balanguera com a himne de Mallorca, la proclamació de la Diada de Mallorca, la instauració dels Premis Mallorca de creació literària, la revalorització de la Bandera de Mallorca, el suport a fires temàtiques, la creació de la Direcció General de Política Lingüística de les Illes Balears, la declaració de la Sibil·la com a Bé d'Interès Cultural Immaterial...
En matèria político-legislativa, destaquen l'aprovació del Pla Territorial de Mallorca, la iniciativa de la Llei de Consells Insulars, i la instauració dels debats de política general.
Donà suport a col·lectius específics com discapacitats, esportistes, gent gran, món del trot, i caçadors.

## Presidenta del Parlament de les Illes Balears
En les eleccions autonòmiques del 2007, on cap partit assolí la majoria absoluta, Unió Mallorquina mantingué negociacions amb Jaume Matas i amb Francesc Antich, per a la formació del nou govern. Finalment decidí donar suport al segon, formant-se així un govern de centreesquerra format per PSIB-PSOE, Bloc per Mallorca, i Unió Mallorquina. En virtut d'aquest acord, Munar fou nomenada presidenta del Parlament dia 26 de juny. Dins els acords de governabilitat Unió Mallorquina no havia sol·licitat la presidència de cap institució.
L'any 2004, per problemes polítics i de salut, Maria Antònia Munar anuncià a Unió Mallorquina, als consellers del Consell de Mallorca i a l'Ajuntament de Costitx que no seria candidata en les properes eleccions. Així succeí a la presidència del partit i a l'ajuntament; això no obstant, va tornar a ser la candidata a les eleccions autonòmiques de 2007.
El 10 de novembre de 2007, a la celebració del 25è aniversari d'UM, Munar confirmà als assistents que no es presentaria a la reelecció com a presidenta del partit en el proper congrés. Un mes després, dia 15 de desembre de 2007, se celebrà el 10è Congrés d'UM en el qual Miquel Nadal i Buades fou elegit quart president amb una executiva i un consell polític fortament dividits per distintes tendències.
El 26 de febrer de 2010, Maria Antònia Munar dimiteix com a presidenta del Parlament i com a diputada, després que Miquel Nadal, assetjat per la justícia la impliqués dins de l'Operació Maquillatge. El seu objectiu fou demostrar la seva innocència de les acusacions de Nadal.
El 30 de novembre de 2009 es va conèixer que el Jutjat d'Instrucció número 2 de Palma havia citat a declarar com a imputats, dins l'Operació Maquillatge, la presidenta del Parlament de les Illes Balears, Maria Antònia Munar; el, en aquell moment, conseller de Turisme, Miquel Nadal i Buades; el també conseller de Medi Ambient, Miquel Àngel Grimalt Vert; el diputat del Grup Mixt Bartomeu Vicens Mir i el, en aquell moment, president d'Unió Mallorquina, Miquel Àngel Flaquer Terrasa. Tots ells acusats de lucrar-se amb més de nou milions d'euros provinents dels contractes signats pel Consell amb les productores audiovisuals Vídeo U i Studio Media, quan es posà en marxa la Televisió de Mallorca en la legislatura 2003-2007.
Maria Antònia Munar va ser acusada per malversació de fons públics, prevaricació, falsedat documental, negociacions prohibides i delicte electoral. El jutge d'instrucció dictaminà fiança de 350.000 € o presó i una fiança de 2,5 milions d'euros per responsabilitats civils, a més també se li va retirar el passaport per risc de fuga i l'obligació de presentar-se l'1 i el 15 de cada mes en els jutjats.

## Presidenta d'Unió Mallorquina
Maria Antònia Munar participà en la fundació del partit polític Unió Mallorquina (1983) de la mà de Jeroni Albertí i Picornell. Succeí a Antoni Pons en la presidència de UM l'any 1992. Liderà el procés de fusió amb con Unió d'Independents de Mallorca i Convergència Balear el 1993.
Amb ella s'establí la ideología del partit en el centrisme, liberalisme i nacionalisme, i s'aconseguí la seva entrada com a membre de ple dret en la Internacional Liberal i en el Partit Europeu Liberal Demòcrata Reformista (ALDE).
L'any 2004 anuncià la seva retirada, que se concretà al desembre de 2007 quan Miquel Nadal i Buades fou elegit president.
Els altres presidents d'UM foren Miquel Àngel Flaquer (2009), Joan Monjo de manera interina (2009-2010) i Josep Melià Ques (2010-2011).

## Principals casos judicials
A partir de l'any 2007 l'estament judicial posà setge a l'activitat dels partits que havien governat durant la legislatura 2003 - 2007 a les institucions. El següent llistat resumeix els principals casos de presumpta corrupció relacionats amb Maria Antònia Munar.
Cas Ca'n Domenge: Els fets suposadament constitutius de delicte es remunten al 30 de desembre de 2006 i els mesos posteriors quan el Consell Insular de Mallorca va organitzar un concurs de projectes per a vendre els terrenys públics de Ca'n Domenge a Palma. Els terrenys foren adjudicats pel Consell a l'UTE Ferratur-Sacresa després d'un concurs presumptament ple d'irregularitats. La investigació judicial partí després de la denúncia de l'empresa de Núñez i Navarro, qui tenia interessos en el projecte de la façana marítima. El 23 de juliol de 2013 Munar fou condemnada a 6 anys de presó pel cobrament de comissions il·legals en relació amb aquest cas, i en concret, pels delictes de prevaricació, frau i revelació d'informació confidencial. El 26 de maig de 2014 el Tribunal Suprem va confirmar la pena de sis anys de presó per a Munar.
Cas Maquillatge: El 30 de novembre de 2009 es va conèixer que el Jutjat d'Instrucció número 2 de Palma havia citat a declarar com a imputats la presidenta del Parlament de les Illes Balears, Maria Antònia Munar; el conseller de Turisme, Miquel Nadal; el també conseller de Medi Ambient, Miquel Àngel Grimalt; el diputat del Grup Mixt Bartomeu Vicens i el president d'Unió Mallorquina, Miquel Àngel Flaquer. Tots ells acusats de lucrar-se amb més de nou milions d'euros provinents dels contractes signats pel Consell amb les productores audiovisuals Vídeo U i Studio Media, quan es posà en marxa la Televisió de Mallorca en la legislatura 2003-2007. El 16 de juliol de 2012 fou condemnada a 5 anys i mig de presó per la seva implicació en el cas.